# Graycassis chichester
Graycassis chichester is een spinnensoort uit de familie Lamponidae. De soort komt voor in Queensland en New South Wales.